# Aglietti (ristorante)
La bottiglieria–ristorante Aglietti si trovava a Firenze in piazza Vittorio Emanuele II (oggi piazza della Repubblica). Fu fondata sul finire del 1867 da Giuseppe Aglietti; la sua sede originaria fu in un negozio all'angolo di via dell'Arcivescovado, vicino all'antica piazza del Mercato Vecchio.
Giuseppe Aglietti seppe conquistarsi una notevole clientela, che comprendeva anche alcuni piemontesi, impiegati nei vari ministeri di Firenze, allora capitale d'Italia. L'Aglietti, fin da giovane, aveva fatto molti viaggi, anche in Austria e in Prussia ed era esperto di pratica commerciale; era stato volontario nella seconda guerra di indipendenza del 1859, aveva combattuto a Vinzaglio, a Palestro, a San Martino e nel 1866 era tornato a combattere contro l'Austria.
Nel 1874 la bottiglieria-ristorante, a causa del suo successo, fu ingrandita e trasferita nei locali restaurati di via degli Speziali, ed ebbe tre sporti. La bottiglieria-ristorante non fece affari solo a Firenze, ma esportò il vino anche in Inghilterra.
Con il trasferimento del Mercato Vecchio nella zona di San Lorenzo e l'abbattimento delle caratteristiche baracche dei mercatini, avvenuto dopo il visto della commissione incaricata dal comune fin dal 1881 per il Risanamento di Firenze, fu iniziata la costruzione di nuovi palazzi. Anche la bottiglieria-ristorante subì l'esproprio e, il 6 giugno 1891, trovò la nuova sede, che fu destinata alla mescita dei vini tipici e al buffet, che offriva una carne arrostita molto richiesta, il roast beef.
Questo nuovo locale ebbe molto successo e fu frequentato anche dalla Società Canottieri Libertas, che qui discuteva i programmi delle gare e dal giornalista tedesco Barth. Quest'ultimo, nella sua guida turistico-gastronomica dell'Italia, intitolata Est! Est! Est!, a proposito di Firenze, citò il ristorante, descrivendolo come: «Locale moderno centrale ed elegante – Vini fini e saporiti – Buona clientela». Anche Vamba (Luigi Bertelli) e il Novellino (Augusto Novelli) facevano riferimento all'Aglietti quando nei loro scritti e nei loro dialoghi dovevano far parlare il popolano fiorentino che alludeva al vino, dicendo: «Si va dall'Aglietti» (per dire che si va a bere vino).
Giuseppe Aglietti morì nel 1911 e lasciò erede suo figlio Omero, che si dedicò all'esportazione dei vini.